# 長崎地方気象台
長崎地方気象台（ながさきちほうきしょうだい, Nagasaki Local Meterological Observatory）は、長崎県長崎市にある地方気象台であり、2013年9月30日までは長崎海洋気象台（ながさきかいようきしょうだい）であった。1878年に九州最初の測候所「長崎測候所」として創設。

## 所在地
- 〒850-0931 長崎市南山手町11-51（北緯32度44分1秒 東経129度52分5.2秒 / 北緯32.73361度 東経129.868111度）

## 概要
1878年に全国で4番目、九州で最初の「長崎測候所」として創設。1947年4月30日に長崎海洋気象台へ改称。
2010年（平成22年）3月まで、気象観測船「長風丸」を用いて海洋観測を行っていた。
全国に4つあった海洋気象台（函館・舞鶴・神戸・長崎）のうちの一つだった。

## 沿革
- 1877年（明治10年）1月 - 内務卿大久保利通の建議により、当時電信線の開通している長崎・兵庫・仙台・青森・新潟の5カ所に内務省直轄の気象測量場を設立することが決定。
- 1878年（明治11年）7月1日 - 国費をもって、彼杵郡下長崎村十善寺郷361番地[1]（海抜57.6m）に長崎測候所を設置。
  - 長崎測候所は日本初の地方測候所[2]として開設。
  - 「測候所」という名称が用いられたのも、長崎測候所が初めて[2]であった。
  - 毎日3回の気象観測を行い、内務省地理局測量課へ報告。
- 1887年（明治20年）4月1日 - 長崎測候所が国から長崎県へ移管。
- 1894年（明治27年）5月1日 - 長崎郵便電信局（現長崎中央郵便局）との間に電信線を架設し、東京天文台から正午の時報を得る。
- 1895年（明治28年）7月10日 - 長崎測候所校内に信号旗さおを設け、毎日信号旗を掲げて正午を長崎市役所に伝える[3]。
  - その当時の長崎市では時鐘・時旗で正午を市民に報じていたが、相当の機器がないため、時刻が正確ではなかった。このため長崎市が長崎測候所に依頼して始まった[3]。
- 1898年（明治30年）8月1日 - 長崎測候所が新庁舎へ移転。
  - 当時、測候所は現在の海星中学校・高等学校の付近にあった。当時の海星学校が3月から新校舎を建設し始めたため、観測上支障があることから、ドンの山の頂上に移転した。
- 1903年（明治36年）10月5日 - 長崎市の要請で構内に午砲台を設置し、大砲を撃って正午を報じる[3]。
  - 午砲を鳴らすのは長崎市役所の仕事であった[3]。毎日昼近くになると市役所の砲手が所要量の火薬を持ってドンの山に登ってきたといわれている[3]。測候所の職員は東京天文台から専用電話で時報を受け、それを聞いて発射合図をする役目で、報時が近づくと、「用意」「撃て」と声をかけていた[3]。その音は日によっては諫早市まで届いていたという[3]。
- 1939年（昭和14年）11月1日 - 県営長崎測候所が58年ぶりに再び国営となる。所員が10名から25名に増加。
- 1941年（昭和16年）12月31日 - 午砲台を廃止。
- 1947年（昭和22年）
  - 4月30日 - 南山手町の旧長崎要塞司令部跡地（現在地）に、長崎海洋気象台が創設。
    - 長崎市をはじめ、長崎県および長崎県選出の国会議員らの誘致運動により創設が実現。

  - 7月19日 - 開庁式を挙行。
- 1949年（昭和24年）6月1日 - 長崎測候所が廃止され、業務が長崎海洋気象台に引き継がれる。
- 1953年（昭和28年）7月1日 - 長崎海洋気象台創立75周年記念式典を挙行。長崎海洋気象台の歌が発表される。
- 1954年（昭和29年）2月11日 - 脇岬村立脇岬中学校[4] 運動場で人工降雨実験を実施。
- 1978年（昭和53年）7月1日 - 長崎海洋気象台創立100周年記念式典を挙行。記念誌「百年の歩み」を発行。
- 2009年（平成21年）10月1日 - 長崎県内にある測候所の無人化を完了。
- 2010年（平成22年） - 気象観測船「長風丸」の運用を終了。
- 2013年（平成25年）10月 - 組織改編により長崎地方気象台（現在名）となり福岡管区気象台の管轄入りした[5][6][7][8]。尚、改編後も観測業務等は従前通りに行うものとしている[8]。

## 天気予報区分
長崎県北部
- 平戸・松浦地区 - 平戸市、松浦市
- 佐世保・東彼地区 - 佐世保市（宇久地域を除く）、川棚町、佐々町、波佐見町、東彼杵町

長崎県南部
- 諫早・大村地区 - 諫早市、大村市
- 長崎地区 - 長崎市、時津町、長与町
- 島原半島 - 雲仙市、島原市、南島原市
- 西彼杵半島 - 西海市（江島・平島を除く）

長崎県五島
- 上五島 - 西海市（江島・平島）、佐世保市（宇久地域）、小値賀町、新上五島町
- 下五島 - 五島市

長崎県壱岐・対馬
- 壱岐 - 壱岐市
- 上対馬 - 上対馬
- 下対馬 - 下対馬

## 主な担当海域
- 対馬海峡（玄界灘、響灘）
- 九州西方
  - 済州島西
  - 長崎西
  - 女島南西
- 日向灘
- 鹿児島海域
- 奄美海域
- 沖縄東方
- 東シナ海南部
- 沖縄南方

これら海域における海上警報は、NHK福岡放送局と管内の放送局で放送されるローカル気象情報で伝えられている。但し、全地区の警報はブロックの気象情報のみで伝えられ、あとは地元関係分のみ。なお、瀬戸内海については神戸地方気象台の管轄であるが、北九州局と大分局では瀬戸内海西部と豊後水道の分が上の分と併せて伝えられている。

## アクセス
- 最寄りのバス停
  - 長崎バス
    - 「浪の平（なみのひら）」バス停（国道499号沿い）下車後、上り坂を徒歩5～10分
      - 長崎駅方面より30番のバス（みらい長崎ココウォークと南長崎を結ぶ便）に乗車。

## 周辺
- 旧長崎市立浪平小学校（2007年（平成19年）に閉校）
- 南公民館
- 十八銀行南山手寮
- グラバー園
- 大浦天主堂